# Апостол (книга, 1564)
«Апостол» 1564 року («Московський Апостол», «Дії святих апостолів» написана святим апостолом та євангелістом Лукою та ін. книги) — перша датована книга, надрукована на території Московського царства.
Книга надрукована у 1563—1564 роках одними з перших східнослов'янських друкарів Іваном Федоровим та Петром Мстиславцем. Містить біблійні новозавітні книги «Дії святих апостолів», Послання апостолів Якова, Петра, Іоанна, Павла та Одкровення (Об'явлення) Іоанна Богослова (Апокаліпсис).